# Гагма Саджіджао
Гагма Саджіджао (груз. გაღმა საჯიჯაო) — село в Грузії.
За даними перепису населення 2014 року в селі проживає 378 особи.